# Sammy Sheldon Differ
Samantha "Sammy" Sheldon Differ, född cirka 1967 i Manchester, är en engelsk klädesdesigner. Vid 19-års ålder gick hon med i Royal Exchange Theatre i Manchester. Där arbetade Sheldon Differ som praktikant i fyra år innan hon studerade klädesdesign vid Wimbledon College of Arts mellan 1990 och 1993. Under 1990-talet arbetade Sheldon Differ med musikvideor innan hon assisterade med klädesdesignen under Ridley Scotts Gladiator (2000); samarbetet med Scott fortsatte under Black Hawk Down (2001). Sheldon Differ har även arbetat som klädesdesigner vid Liftarens guide till galaxen (2005), V för Vendetta (2005), Stardust (2007), Kick-Ass (2010), X-Men: First Class (2011), Kick-Ass 2 (2013), Ex Machina (2014), Ant-Man (2015) och Jurassic World: Fallen Kingdom (2018).
Sheldon Differ gifte sig med Ian Differ den 14 augusti 2010.